# Лусія Гарріс
Лусія Гарріс (англ. Lusia Harris, 10 лютого 1955 — 18 січня 2022) — американська баскетболістка.
Срібна призерка Олімпійських Ігор 1976 року.
Переможниця Панамериканських ігор 1975 року.